# Ансфельден
Ансфельден (нім. Ansfelden) — місто в Австрії, у федеральній землі Верхня Австрія.
Входить до складу округу Лінц. Населення становить 16 107 осіб (на 1 січня 2008 року). Займає площу 31,33 км². Офіційний код — 4 10 02.
У місті народився і виріс композитор і органіст Антон Брукнер. У 1996 році на сторіччя смерті музиканта відкрито Центр Антона Брукнера (ABC). Ця абревіатура стосується не тільки ініціалів художника, але також символізує той факт, що Брукнер працював учителем музики.
На честь композитора було створено також пішохідну стежку під назвою «Сінфоні-Вандер-Вег», яка веде від батьківського будинку композитора в центрі міста, через луки та ліси до сусіднього містечка Санкт-Флоріан, до розшатоване абатство, де Брукнер спочатку співав у хорі хлопців, пізніше навчався, а потім почав працювати органістом. Хоча Брукнер помер у Відні, він похований у склепі в монастирі св. Флоріана, поруч з його улюбленими органами.
Герб міста містить органні труби, що нагадують про Антона Брукнера, біла стрічка зображує річки Траун і Кремс, а зубчасте колесо символізує промисловість.